# Hakkiri Shiyou ze / Oyogenai Mermaid / Aisare Route A or B?
Hakkiri Shiyou ze / Oyogenai Mermaid / Aisare Route A or B? (はっきりしようぜ/泳げないMermaid/愛されルート A or B？ Seamos claros / La sirena que no sabe nadar / ¿Querida ruta A o B??), es el 29° sencillo de ANGERME. Se lanzó el 23 de junio de 2021 en 7 ediciones: 3 regulares y 4 limitadas. La primera edición de las ediciones regulares incluye una tarjeta coleccionable aleatoria de 11 tipos según la versión (33 en total). Edición limitada SP incluye una tarjeta con el número de serie de la lotería de eventos. Este es el sencillo debut de los miembros de la novena generación Rin Kawana, Shion Tamenaga y Wakana Matsumoto.

## Información
"SHAKA SHAKA TO LOVE" es una canción que promueve la marca de cuidado de la belleza bucal Ora2 y su línea de cepillos de dientes Ora2 Me, y fue lanzada digitalmente el 24 de diciembre de 2020.

## Lista de Canciones

### CD

#### Edición Regular / Ediciones Limitadas A-C
1. Hakkiri Shiyou ze
2. Oyogenai Mermaid
3. Aisare Route A or B?
4. Hakkiri Shiyou ze (Instrumental)
5. Oyogenai Mermaid (Instrumental)
6. Aisare Route A or B? (Instrumental)

#### Edición Limitada SP
1. Hakkiri Shiyou ze
2. Oyogenai Mermaid
3. Aisare Route A or B?
4. SHAKA SHAKA TO LOVE (Pista Adicional)
5. Hakkiri Shiyou ze (Instrumental)
6. Oyogenai Mermaid (Instrumental)
7. Aisare Route A or B? (Instrumental)
8. SHAKA SHAKA TO LOVE (Instrumental)

### Edición Limitada A DVD
1. Hakkiri Shiyou ze (Music Video)

### Edición Limitada B DVD
1. Oyogenai Mermaid (Music Video)

### Edición Limitada C DVD
1. Aisare Route A or B? (Music Video)

### Edición Limitada SP DVD
1. Hakkiri Shiyou ze (Dance Shot Ver.)
2. Oyogenai Mermaid (Dance Shot Ver.)
3. Aisare Route A or B? (Dance Shot Ver.)
4. SHAKA SHAKA TO LOVE (Music Video)

## Miembros presentes
- 2ª Generación: Akari Takeuchi
- 3ª Generación: Rikako Sasaki
- 4ª Generación: Moe Kamikokuryo
- 5ª Generación: Momona Kasahara (Último sencillo)
- 6ª Generación: Musubu Funaki (Solo en "SHAKA SHAKA TO LOVE"), Ayano Kawamura
- 7ª Generación: Layla Ise
- 8ª Generación: Rin Hashisako

- 9ª Generación (Sencillo Debut): Rin Kawana, Shion Tamenaga, Wakana Matsumoto